# マリアの子ども
マリアの子ども（マリアのこども、Marienkind、KHM3）はグリム童話のひとつ。「マリーエンキント」とも呼ばれている。

## あらすじ
ある貧しい家庭に生まれた女の子は、その生活苦から3歳の時に聖母マリアに引き取られ、天国で幸せな生活をおくるようになった。
女の子が14歳になったある日、マリアは「旅に出るから鍵束を預かって欲しい。ただし、13番目の扉を開けてはならない」と女の子に言いつけるが、女の子は周りの天使が止めるのを聞かず、独りになった隙に13番目の扉を開ける。
旅から戻ったマリアは、女の子が13番目の扉を開けたことに気づくが、女の子は「開けていません」と頑なに言い張る。マリアは女の子に対して「言いつけを聞かなかったばかりか、嘘をついたお前はもう天国にいる資格は無い」として、女の子を口がきけないようにして下界の荒野に落とす。
口もきけず、身よりも無い女の子は、天国を思い出しながら木の洞で泣き暮らす。しかし数年後、通りかかったその国の王子に拾われ、結婚することになる。
お后となった女の子は一年後、子供をもうける。その晩、お后のもとにマリアが姿を現し「本当にあの13番目の扉を開けていないね」と尋ねる。お后はまたしても「開けていません」と嘘をつく。マリアは罰として、子供を天国に連れ去る。翌朝、子供がいないので王の相談役たちは「王妃が子供を飲んでしまったのだ」と裁判を申し立てるが、妻を愛している王は応じない。
また一年後、子供が生まれた晩に、マリアが現れる。「扉を開けていないね」と尋ねられるが、またしても嘘をついたため、再度子供を連れ去られてしまう。相談役たちは、「王妃は人食いだ」と言い立てるが、王は耳を貸さない。
しかしそのまた一年後、子供が生まれた晩に、マリアが現れる。マリアはこれまでに連れ去った2人を見せ、「扉を開けたと正直に言えば、この子達を返してあげよう」と言うが、お后は「開けていません」と言い張ったため、3人目の子も連れ去られる。「王妃は人食いだ」という噂が国中に広まり、いよいよ庇いきれなくなった王は、お后に真相を尋ねる。しかし、お后は口がきけないため何も語らない。お后は裁判にかけられ、火刑に処されることに決まった。
火刑の炎が燃え上がったとき、お后は「せめて死ぬ前に、私が開けたと白状できたらどんなに嬉しいだろう」と思うと、急に口がきけるようになる。そして「私が13番目の扉を開けました」と自白したその時、ひと筋の光が差し、火刑の炎が消えた。
マリアはお后に「罪を悔いて懺悔する者は誰でも赦される」と言って子供を返したうえ、一生の幸せを授けた。